# Рапидограф

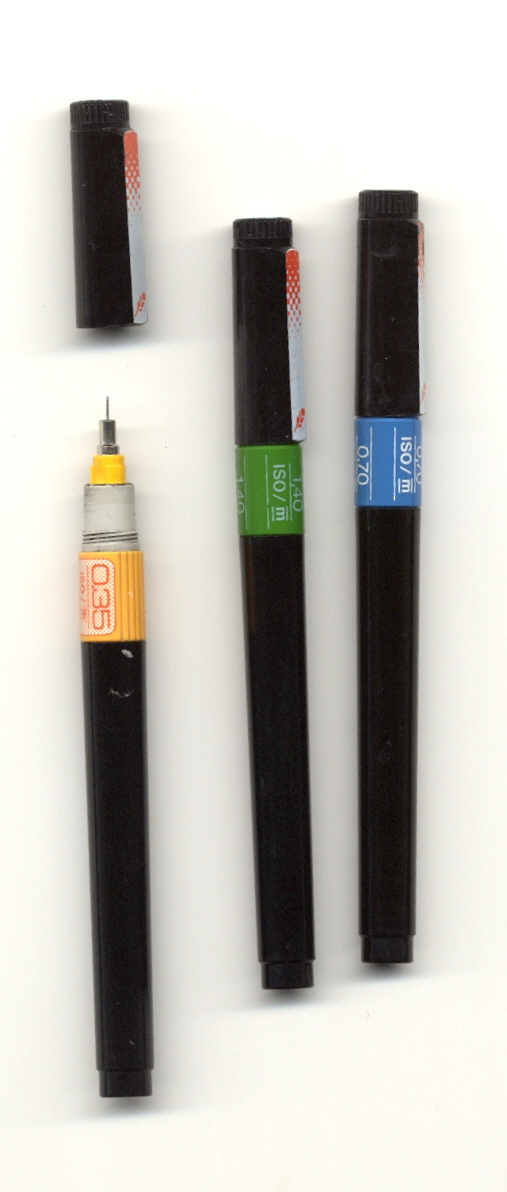
Рапидографы различной толщины

Рапидо́граф, чертёжная ручка, капиллярная ручка, художественная ручка — инструмент для выполнения точных чертёжных работ. Состоит из небольшой трубки и баллончика для туши. Внутри трубки расположена тонкая игла, которая отвечает за стабильную подачу краски. Его удобно применять для создания чертежей и рисунков тушью. Используется архитекторами, художниками-графиками, картографами, инженерами, оформителями, дизайнерами. Ручки входят в основной комплект, который необходим для рисования манги и других мелкоштриховых рисунков.

## История
Долгое время для черчения тушью использовался инструмент, называемый рейсфе́дером. Однако при его применении возникали некоторые сложности: конструкция рейсфедера не позволяла точно отрегулировать толщину линии и на бумаге могли остаться кляксы.
В 1928 году специалистами компании Rotring была изобретена первая чернильная ручка, названная «Tiku» или «Inkograph», в которой вместо обычного пера использовалась трубка. Она писала чётко, не оставляя потёков и клякс. В 1953 году на основе Tiku был создан прототип ручки для черчения под названием рапидограф (Rapidograph), он позволял проводить линию строго определённой толщины и обеспечивал равномерную подачу чернил. Так как Rotring был первым, создавшим подобный инструмент, то впоследствии ручки всех производителей также стали называть рапидографами.

## Разновидности

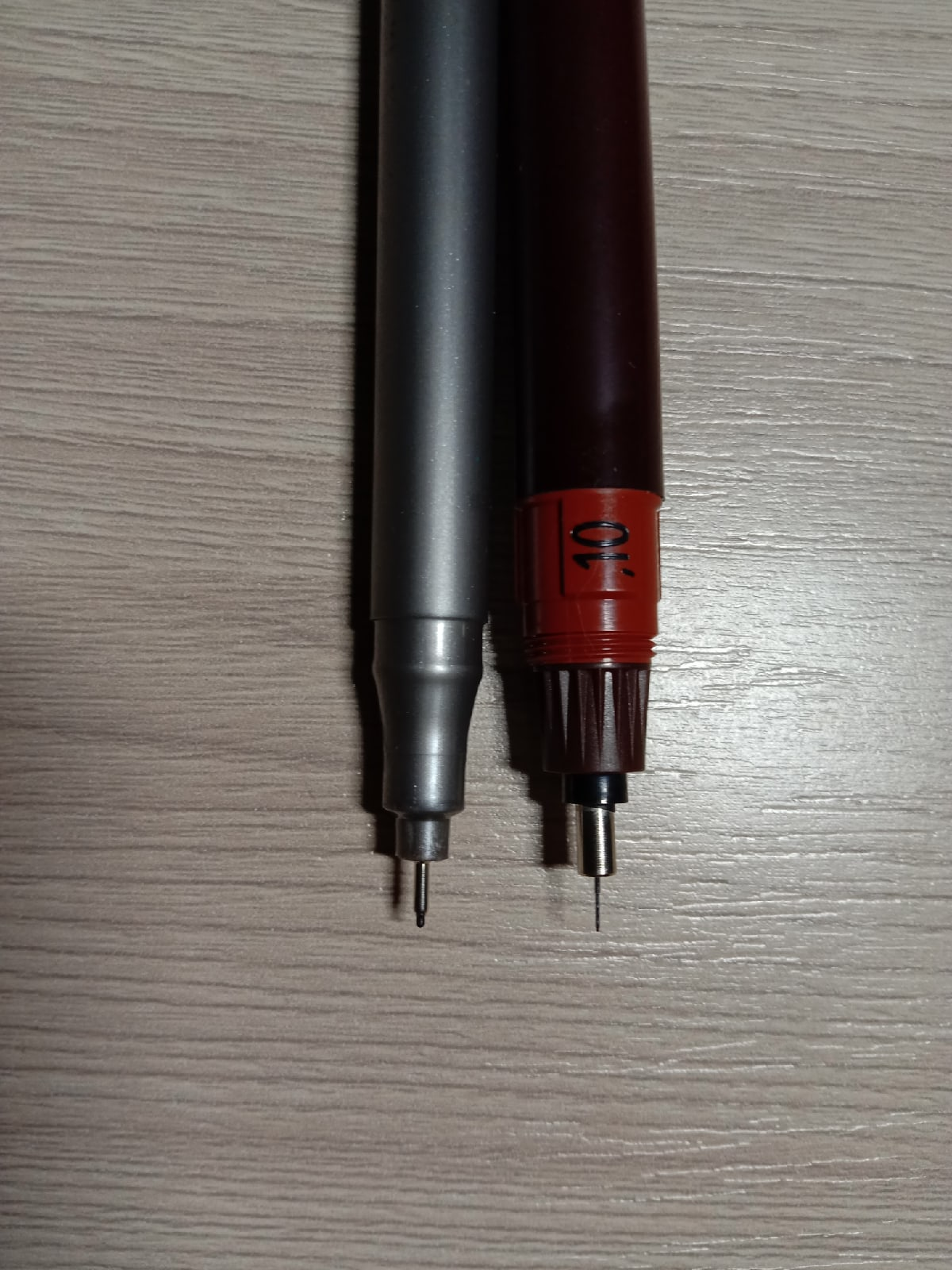
Различия между рапидографом и изографом

Основными производителями рапидографов являются Faber Castell, Rotring, Koh-I-Noor, Pentel, Staedtler.
В зависимости от способа заправки рапидографы делят на три вида:

### Рапидографы с многократной заправкой
Имеют съёмный баллончик, в который наливается тушь.

### Рапидографы с одноразовым баллончиком
Вместо многократной заправки рапидографы данной разновидности обеспечивают возможность многократной замены баллончика. Для заправки необходимо каждый раз приобретать новый предзаполненный картридж. Они имеют важное преимущество перед другими видами рапидографов: обеспечивают более равномерный поток чернил. Не требуют частой очистки, потому что резервуар с тушью и система вентиляции представляют собой единое целое.

### Одноразовые рапидографы
Рапидографы этой разновидности просто выбрасываются, когда в них заканчивается тушь.
Существует также вид рапидографов, способных писать под разными наклонами к поверхности, — изографы.

## Конструкция
| 1 — наконечник пера и игла 2 — воздушный канал 3 — утяжелитель 4 — корпус 5 — патрон для туши | 6 — зажим 7 — ручка 8 — перо в разрезе: утяжелитель и игла 9 — колпачок 10 — перо |

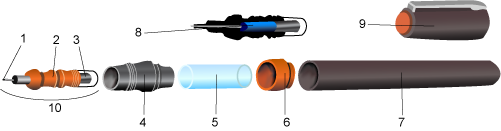
1 — наконечник пера и игла
2 — воздушный канал
3 — утяжелитель
4 — корпус
5 — патрон для туши
6 — зажим
7 — ручка
8 — перо в разрезе: утяжелитель и игла
9 — колпачок
10 — перо

Рапидограф состоит из наконечника — полого пера, внутри которого находится игла с утяжелителем и пластикового корпуса с патроном для чернил. Под действием утяжелителя игла во время рисования ходит вверх-вниз. Так как кончик иглы имеет округлую форму, то можно легко проводить линии в любых направлениях. В отличие от перьевых ручек, наконечник рапидографа даёт линию одной толщины на всём её протяжении.
Перья изготавливают из стали, поэтому они достаточно долговечны, если ими рисовать по бумаге. Бывают и более дорогие перья из вольфрама, драгоценных металлов или с крошечным сапфиром на кончике, их можно использовать и на более твёрдых поверхностях. Толщина наконечника варьируется от 0,1 до 2,5 мм. Различная толщина линии обозначается на корпусе при помощи цветовой маркировки или непосредственной надписью в миллиметрах.
| Толщина линии в мм     | 0,13       | 0,18    | 0,25  | 0,35   | 0,50       | 0,70  | 1,0       | 1,4     | 2,0   |
| Цвет согласно ISO 9175 | фиолетовый | красный | белый | жёлтый | коричневый | синий | оранжевый | зелёный | серый |
| ---------------------- | ---------- | ------- | ----- | ------ | ---------- | ----- | --------- | ------- | ----- |

## Эксплуатация
Рапидограф является достаточно хрупким инструментом, поэтому для его долговечной работы требуется уход и аккуратное обращение.
Линию следует проводить аккуратно, держа рапидограф наконечником вниз перпендикулярно или под небольшим углом к поверхности. Угол наклона, при котором возможна нормальная подача туши, зависит от размера наконечника. В отличие от ручек, рапидограф можно свободно перемещать по поверхности бумаги в любом направлении.
Нельзя сильно трясти и давить на инструмент, так как при встряхивании тушь может попасть в канал, по которому идёт воздух. В засорённом воздушном канале создаётся разрежение, и это препятствует равномерной подаче туши. В этом случае есть риск повредить тонкий наконечник.

### Выбор бумаги
1. Горячепрессованный картон является лучшей основой для рисунков рапидографом: его поверхность гладкая и твёрдая, но при этом хорошо впитывающая, поэтому проведённые линии получаются ясными и точными.
2. Холоднопрессованный картон имеет более шероховатую поверхность, и рисунок получается менее чётким.
3. Бристольский картон подходит только для работы над эскизом.
4. Акварельную бумагу целесообразно использовать, если впоследствии предполагается прорабатывать рисунок акварелью или разведённой тушью.

### Выбор туши
Обычная тушь состоит из смеси воды и сажи, она должна быть термостойкой и светостойкой. Следует покупать тушь, специально разработанную для рапидографа. Она более жидкая и текучая, при правильном использовании не засоряет канал рапидографа, быстро высыхает. Бывают также водостойкие виды туши, которые не размазываются и не загрязняют поверхность для рисования.

### Хранение
Если заправленный рапидограф долгое время лежит без дела, тушь в нём обязательно засохнет. Поэтому рапидограф нужно промывать перед тем, как положить его в футляр. Делать это нужно осторожно. Чтобы не повредить важных деталей, лучше всего прополоскать части в сосуде с водой. Затем разобранный рапидограф необходимо высушить, не допустив попадания на его детали каких-либо механических частиц (в том числе пыли). При этом ни в коем случае не вынимайте иглу (волосок) из наконечника!
В некоторых рапидографах в колпачок заливается вода. Она не даёт туши засохнуть.

## Возникающие неисправности и их устранение

### Прекращение подачи туши
Происходит из-за того, что пузырьки воздуха попадают внутрь пера. Для того чтобы ручка снова начала писать, надо, держа её наконечником вниз, слегка постучать по верхней части корпуса. Если подача туши не возобновится, расположить инструмент горизонтально и слегка встряхнуть. Если и на этот раз тушь не поступает, то следует перевернуть рапидограф наконечником вверх и осторожно постучать им о твёрдую поверхность. Если все описанные действия так и не помогли, значит, по всей вероятности, в рапидографе просто закончилась тушь или он очень сильно засорился. Не исключено также, что исчерпан ресурс рапидографа: если предельно изношена игла (волосок, стержень), рапидограф сначала ставит кляксы, а потом перестаёт работать вовсе. Ни в коем случае не вынимайте иглу тоньше 0,3 из наконечника рапидографов — обратно её вставить практически невозможно, а рапидограф можно смело выбросить.

### Разрыв линии
Происходит вследствие недостаточно сильного давления на ручку или недостатка туши в патроне.

### Потёки
Появляются, если наконечник рапидографа загрязнён или повреждён.

### Наконечник царапает бумагу
Возможно из-за изношенности наконечника или очень сильного давления на него, а также неверного выбора бумаги для рисования.